# Tysklands riksdag (1933–1945)

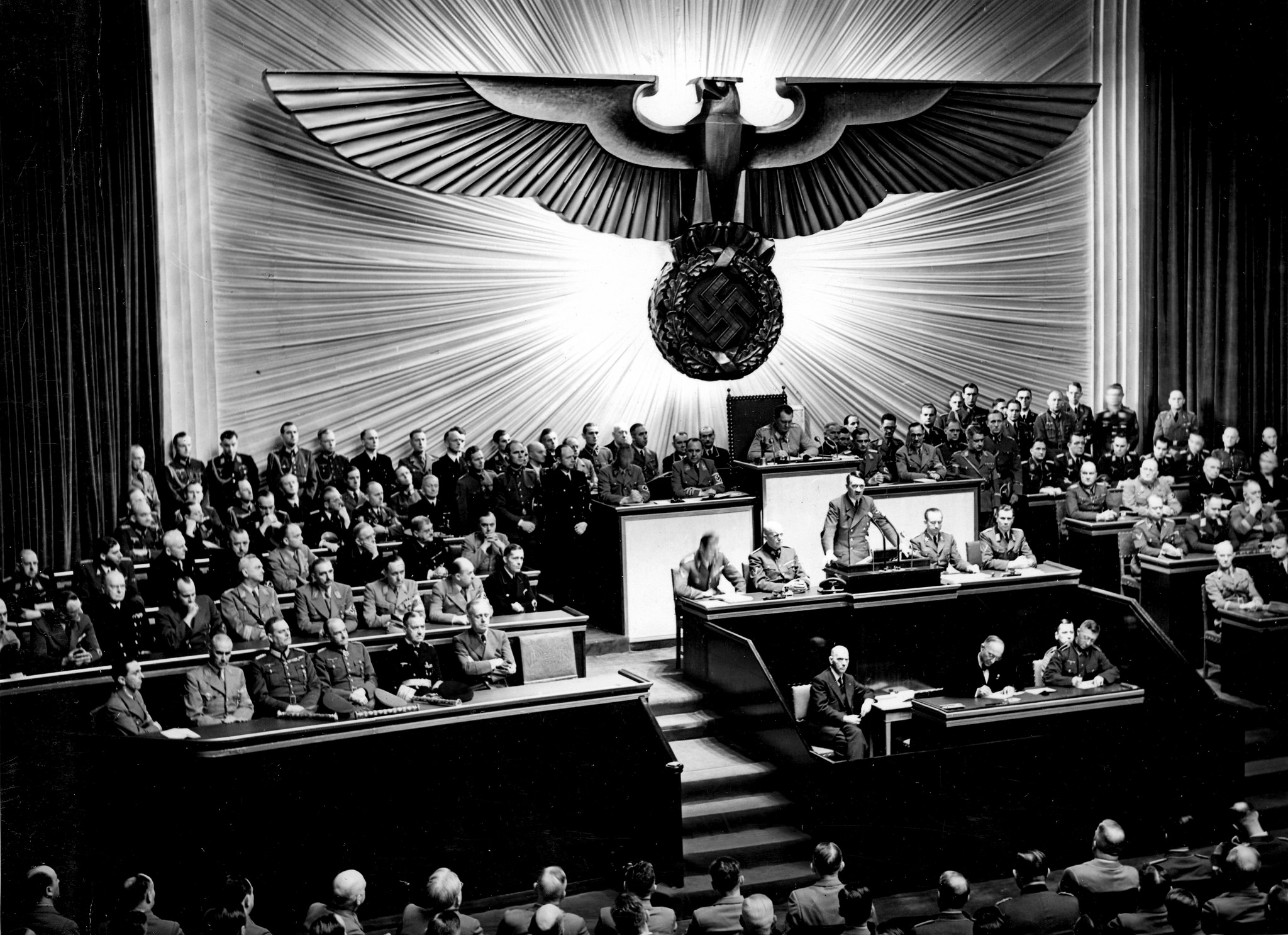
Adolf Hitler förklarar krig mot USA i Tredje riket riksdag den 11 december 1941.

Riksdagen (tyska Reichstag, från 1938 Großdeutsche Reichstag) var från 1933 till 1945 Tredje rikets parlament. Efter riksdagshusbranden i februari 1933 samlades riksdagen i Krolloperan. I mars samma år antog riksdagen fullmaktslagen (Ermächtigungsgesetz), vilket innebar att makten överfördes till Adolf Hitler och Nationalsocialistiska tyska arbetarepartiet (NSDAP). Riksdagens talman var Hermann Göring. Riksdagens sista session ägde rum den 26 april 1942.